# Vrede van Parijs (1856)

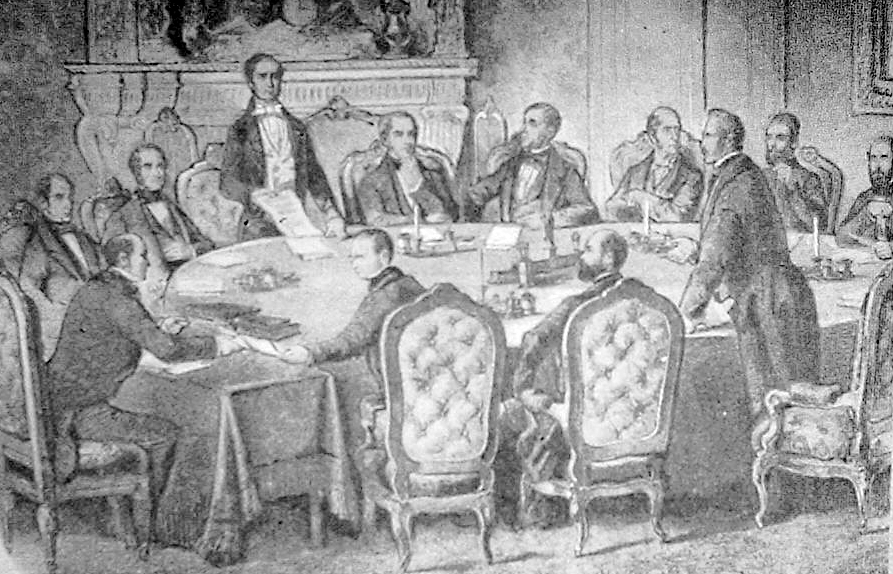
Vrede van Parijs

De Vrede van Parijs kwam op 30 maart 1856 tot stand tijdens een congres in Parijs en bezegelde het einde van de Krimoorlog, die in de voorafgaande jaren was uitgevochten tussen Rusland, het Ottomaanse Rijk, Frankrijk, het Verenigd Koninkrijk en  Sardinië. 
De Zwarte Zee werd neutraal gebied (vrij voor handelsschepen maar niet voor oorlogsschepen). Rusland mocht langs de kusten geen oorlogshavens meer bouwen, en diende zijn Zwarte Zeevloot te ontmantelen. Rusland gaf ook zijn aanspraak op om de christenen in het Ottomaanse Rijk te beschermen; dit recht kwam aan Frankrijk. De machten beloofden elkaar de integriteit van het Ottomaanse Rijk te behouden. De vorstendommen Moldavië en Walachije, die in 1858 zouden worden verenigd als Roemenië, bleven onder nominaal bestuur van het Ottomaanse Rijk, maar kregen eigen grondwetten en nationale volksvertegenwoordigingen. Moldavië werd uitgebreid met het westelijk deel van de Boedzjak, waardoor Rusland niet langer grensde aan de Donau. Servië kreeg grotere autonomie. De status van de drie gebieden kwam onder controle van de Europese machten.
De Ålandseilanden van het Grootvorstendom Finland werden gedemilitariseerd.
De Vrede van Parijs bracht de Europese Donaucommissie voort, die tot 1938 zou bestaan en die de scheepvaart op de benedenloop van de Donau regelde. Het is de voorloper van de huidige Donaucommissie.